# 肯納邦克 (緬因州)
肯納邦克（英語：Kennebunk）是一個位於美國緬因州約克縣的鎮。

## 人口
根據2020年美國人口普查的數據，肯納邦克的面積為113.62平方千米，當中陸地面積為90.78平方千米，而水域面積為22.84平方千米。當地共有人口11536人，而人口密度為每平方千米102人。